# Triòxid de gal·li
El triòxid de gal·li (III) és un compost inorgànic amb la fórmula Ga₂O₃. Existeix com diversos polimorfs, tots ells sòlids blancs insolubles en aigua. El Ga₂O₃ és un intermedi en la purificació del gal·li, que es consumeix gairebé exclusivament com a arsenur de gal·li. La conductivitat tèrmica de β-Ga₂O₃ és almenys un ordre de magnitud inferior a la dels altres semiconductors de banda ampla, com ara GaN i SiC. Es redueix encara més per a nanoestructures relacionades que s'utilitzen habitualment en dispositius electrònics. La integració heterogènia amb substrats d'alta conductivitat tèrmica com el diamant i el SiC ajuda a la dissipació de calor de l'electrònica β-Ga₂O₃.
L'òxid de gal·li (III) s'ha estudiat en l'ús de làsers, fòsfors i materials luminiscents. També s'ha utilitzat com a barrera aïllant en unions estretes. El β-Ga₂O₃ monoclínic s'utilitza en sensors de gas i fòsfors luminiscents i es pot aplicar a recobriments dielèctrics per a cèl·lules solars. Aquest òxid estable també ha mostrat potencial per a òxids conductors transparents ultraviolats profunds, i aplicacions de transistors. Les pel·lícules primes d'ε-Ga₂O₃ dipositades sobre safir mostren aplicacions potencials com a fotodetector UV de cegues solars.
Les pel·lícules primes de Ga₂O₃ són d'interès comercial com a materials sensibles als gasos i Ga₂O₃. Ellipsometria és un procediment que es pot utilitzar per determinar les funcions òptiques del β-Ga₂O₃. El β-Ga₂O₃ s'utilitza en la producció de catalitzador Ga₂O₃-Al₂O₃ .